# إيرين أوهارا
إيرين أوهارا (بالإنجليزية: Erin O'Hara)‏ هي منافسة ألعاب القوى نيوزيلندية، ولدت في 23 سبتمبر 1983.

## وصلات خارجية
- إيرين أوهارا على موقع اتحاد الترياتلون الدولي (الإنجليزية)